# Deniş, Soma
Deniş là một xã thuộc huyện Soma, tỉnh Manisa, Thổ Nhĩ Kỳ. Dân số thời điểm năm 2011 là 215 người.